# Dansk Folkehjælp
Dansk Folkehjælp er en frivillig social og medlemsbaseret organisation, der lokalt, nationalt og globalt bekæmper fattigdom, insisterer på lige muligheder for alle, øger fællesskabers handlekraft og skaber varige sociale forandringer.  Vi arbejder for og med mennesker i socialt, økonomisk og sundhedsmæssigt utrygge livspositioner.
Dansk Folkehjælp blev etableret 31. juli 1907 under navnet Arbejdernes Samariter Forening. Maleren Frederik Hagengaard stiftede organisationen efter en arbejdsulykke i Cirkusbygningen i København med det formål at sikre, at medarbejdere på alle arbejdspladser kunne livreddende førstehjælp. I 1933 blev navnet ændret til Arbejdernes Samariter Forbund, senere i 1962 til ASF-Dansk Folkehjælp og igen i 2010 til Dansk Folkehjælp.
I dag har Dansk Folkehjælp 28 lokalafdelinger i Danmark, 12 genbrugsbutikker og knap 2.000 frivillige og medlemmer. Dansk Folkehjælps 25 medarbejdere arbejder ud fra organisationskontoret, der ligger i Nykøbing Falster. Generalsekretæren er ansvarlig for Dansk Folkehjælps drift og udvikling, og for at sikre at årsmødets og organisationsbestyrelsens beslutninger realiseres
Dansk Folkehjælp har følgende 3 indsatsområder:
o   Førstehjælp & samaritter
I mere end 100 år har førstehjælp været indbygget i vores dna. Vi vil øge befolkningens viden om livreddende førstehjælp og give alle mulighed for at være med. Vi uddanner førstehjælpere, førstehjælpsinstruktører, samaritter og hjerteløbere på vores kursuscenter på organisationskontoret i Nykøbing Falster, i vores lokalafdelinger og på virksomheder i hele landet.  Vores lokalafdelinger har korps af uddannede samaritter, som bidrager til sikkerhed og tryghed ved store sports-, kultur- og musikarrangementer landet over.
o   Sociale indsatser & stærke fællesskaber
Gennem vores sociale indsatser støtter vi mennesker i udsatte livspositioner til at opbygge social, økonomisk og sundhedsmæssig tryghed. Vi inviterer til netværk og fællesskaber, der har fokus på relationer, samvær, viden og læring, og tror på, at alle mennesker har et grundlæggende ønske om og motivation for at mestre egen tilværelse. Vi støtter med økonomiske håndsrækninger og samarbejder om at skabe varige forandringer.
o   Humanitær nødhjælp & global udvikling
Siden 1930'erne har Dansk Folkehjælp arbejdet internationalt. Vi samarbejder med lokale partnere under akutte humanitære kriser og med langvarig udvikling. Vi har aktiviteter i fem afrikanske lande, Uganda, Somalia, Kenya, Tanzania og Zambia, og i Afghanistan og Ukraine, og har blandt andet specialiseret os skolebyggeri og retten til undervisning og i vandforsyning og retten til rent drikkevand. Vi arbejder fattigdoms- og rettighedsbaseret ud fra overbevisningen om, at alle mennesker har lige sociale, økonomiske og civile rettigheder.